# Hort de Pla
L'Hort de Pla és una explotació agrícola situada a la dreta del camí dels Horts, entre Picanya i Paiporta, dins de la partida del Canyaret, limita amb l'hort de Veyrat. L'edifici principal s'alça en un extrem de la parcel·la, vora el camí que li dona accés, i compta també amb una segona entrada a través d'un llarg passeig, el punt de fuga del qual condueix directament a la porta principal.
Davant la façana principal s'estén el jardí, considerat un dels més destacats de Picanya per la seua frondositat i la varietat d'espècies vegetals. El cos principal de la casa consta de tres crugies paral·leles a la façana, que presenta una composició simètrica d'obertures, amb l'eix marcat per la porta principal lleugerament desplaçat cap a la dreta. El mur es divideix en vertical mitjançant senzilles pilastres, mentre que cornises amb ressalt a l'altura de les pilastres i dels balcons defineixen la separació entre plantes.
La façana es corona amb una potent cornisa contínua que accentua la horitzontalitat del conjunt. La teulada a dues vessants queda amagada darrere un ampit massís amb lleugers ressalts a l'altura de les pilastres, i els panys intermedis es decoren amb plafons. Les obertures compten amb una cornisa llisa que s'eixampla en forma d'orelleres a l'altura de la llinda, mentre que les baranes són de ferro colat. Els balcons es reforcen amb mènsules foliàcies d'estil estilitzat.
L'habitatge principal, situat sobre l'eix de la façana, s'eleva aproximadament un metre sobre el nivell exterior. L'entrada està precedida per una escala de pedra artificial que condueix a una terrassa pavimentada amb mosaic de Nolla, sota la qual hi ha un semi-soterrani destinat a celler. Aquesta terrassa està coberta per un pòrtic amb biguetes de fusta sobre bigues de ferro en perfil d'«I», ocultes exteriorment per una cornisa de plaques de guix que recorre tot el perímetre.
La terrassa presenta una lleugera endinsada al carrer central, fet que reforça la verticalitat de l'edifici. Les baranes, tant de la terrassa inferior com de la superior, són senzilles i permeten la visió dels elements arquitectònics de la façana.
A la dreta del pòrtic s'obri una porta a nivell de terra que dona accés a l'habitatge dels estatgers, eix que es marca també amb la presència d'un balcó a cada planta superior.
A l'esquerra del conjunt s'ubica la capella, amb façana de rajola vista per ressaltar-la respecte de la resta del complex. Fou l'última construcció de l'hort, edificada uns anys després que la casa principal. L'estil de la façana és neogòtic, molt comú en l'arquitectura religiosa de l'època, dins del context de neocatolicisme vigent. Presenta una porta ogival amb embocadura de pedra, flanquejada per dues finestres cegues del mateix tipus. Sobre la porta s'obre un rosetó i el conjunt es remata amb un frontó triangular entre dos pinacles.
L'accés al jardí es troba davant de la casa. Una vorera de formigó condueix a la glorieta, situada al centre de l'eix transversal que organitza el recorregut. Malgrat l'estat actual d'abandó —tant en la conservació de la vegetació com d'alguns elements arquitectònics—, continua sent un dels millors jardins decimonònics de Picanya. Seguint la moda del segle xix, i dins de l'eclecticisme característic, combina trets del jardí barroc del segle xvii amb elements del jardí anglès del segle xviii, alternant la rigidesa dels traçats amb recursos que imiten la natura, com ara el llac artificial, la gruta o el bosquet.
La glorieta, d'estructura octogonal, és de ferro reblonat i gran senzillesa. A la façana on s'ubiquen les portes d'accés s'intenta imitar la disposició de carreus. El sostre és de fusta i suporta plaques ceràmiques. El paviment de mosaic de Nolla, amb fons blanc, representa garlandes, papallones i altres motius naturals, disposats simètricament al voltant d'un centre marcat per una garlanda floral.
Els bancs, col·locats simètricament al voltant del sortidor central, estan recoberts amb taulells ceràmics de Manises de principis del segle xx, d'estil neomudèjar, inspirats en els dissenys que Owen Jones havia realitzat a partir de la ceràmica de l'Alhambra de Granada. Aquest revestiment inclou peces especials —perfils, motllures, etc.— adaptades a angles, vores i formes corbes.

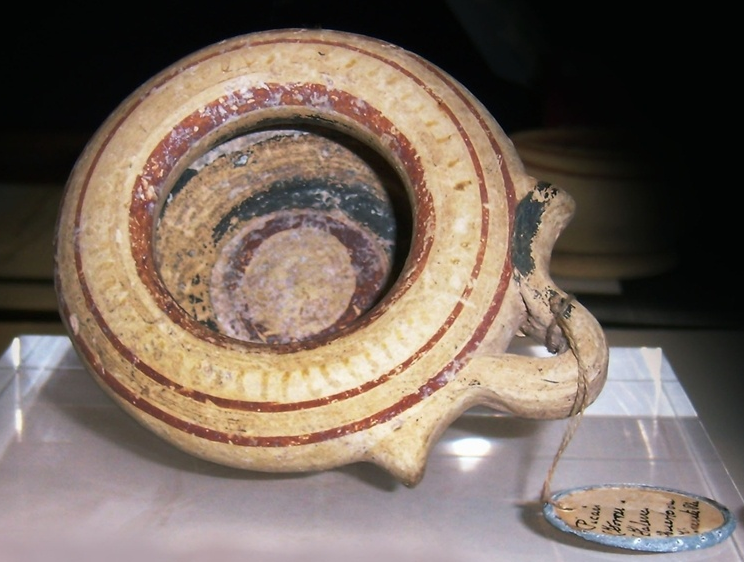
Imatge de l'exaliptre trobat al terme de Picanya i exposat al Museu de la Ciutat de València

El motor de reg, actualment electrificat, es troba adossat a la casa dels estatgers. Les aigües s'acumulen en una bassa situada al pati posterior i es distribueixen per la xarxa de séquies.
Segons el cadastre de 1931, el propietari era Lluís Forcada Gómez, advocat valencià, i la finca tenia una extensió de 155,9 fanecades. Posteriorment fou conegut com a «Vila Dèlia», en honor a l'esposa del darrer propietari, Joan Barral Pastor, i actualment es coneix pel cognom de l'última generació de propietaris: «Barral Coll».

### L'exaliptre de l'Hort de Pla
Als anys 80 del segle xx l'arqueòloga Magdalena Monraval va descobrir a l'hort de Pla a Picanya un dels vestigis més antics de la població, un exaliptre corinti. La troballa planteja la possibilitat d'un poblament molt antic, ibèric. Situat a espai obert en una zona al·luvial, factor destacat en les evolucions del medi indígena, entre el segle viii i el segle v aC. Cal puntualitzar, pel que fa a la zona de la troballa, que possiblement l'absència de més testimonis arqueològics es dega a la manca d'exploracions sistemàtiques.